# اچ‌دی ۱۲۵۵۹۵
اچ‌دی ۱۲۵۵۹۵ یک ستاره است که در صورت فلکی قنطورس قرار دارد.